# 3º Distaccamento di frontiera "Eroe dell'Ucraina colonnello Jevhenij Pikus"
La Brigata "Pomsta" (in ucraino Бригада «Помста»?, Brihada «Pomsta», lett. "Vendetta"), ufficialmente nota come 3º Distaccamento di frontiera "Eroe dell'Ucraina colonnello Jevhenij Pikus" (in ucraino 3-й прикордонний загін імені Героя України полковника Євгена Пікуса?, 3-j prykordonnyj zahin imeni Heroja Ukraїny polkovnyka Jevhena Pikusa, unità militare 9938), è un'unità militare della Guardia di Frontiera dell'Ucraina, responsabile dell'oblast' di Luhans'k.

## Storia
Il distaccamento è stato costituito il 20 ottobre 1992, in seguito alla dissoluzione dell'Unione Sovietica e la conseguente indipendenza dell'Ucraina, unendo le unità delle guardie di frontiera della RSS Ucraina di stanza nella regione di Luhans'k e istituiti negli anni '50.
A partire dal 2014, con lo scoppio della guerra del Donbass, il 3º Distaccamento di frontiera ha svolto il difficile compito di proteggere il confine con la Russia e proteggere la popolazione civile. Le guardie di frontiera sono state attivamente coinvolte nelle zone di combattimento, dimostrando elevata professionalità e coraggio nelle battaglie contro le forze separatiste e quelle russe. Il 24 agosto 2018, in occasione del 27º anniversario dell'indipendenza ucraina, il distaccamento è stato ufficialmente intitolato all'Eroe dell'Ucraina Jevhenij Pikus, colonnello della Guardia di Frontiera ucciso in combattimento il 25 agosto 2014.
In seguito all'inizio dell'invasione russa dell'Ucraina il 24 febbraio 2022 il distaccamento è stato largamente impiegato in battaglia, operando principalmente fra l'oblast' di Luhans'k e quella di Charkiv. Il 7 settembre ha ricevuto il titolo onorifico "Per il Valore e il Coraggio" da parte del presidente ucraino Volodymyr Zelens'kyj. A partire dall'inizio del 2023 è rimasto schierato sul fronte di Svatove. Il 4 febbraio 2023 il Ministero degli affari interni ha annunciato la creazione di 8 nuove brigate a partire da unità esistenti della Guardia Nazionale, della Polizia per operazioni speciali e della Guardia di Frontiera, tramite un programma chiamato Guardia Offensiva. Il 30 gennaio 2024 il 3º Distaccamento si è aggiunto al progetto, venendo riorganizzato come brigata e ricevendo il titolo di "Pomsta" ("Vendetta"). La nuova brigata, rinforzata con veicoli da combattimento, carri armati e artiglieria, è stata immediatamente impiegata in prima linea, venendo schierata nei pressi del villaggio di Kurdjumivka a sud di Bachmut. Nel gennaio 2025 l'unità droni "Fenice" della brigata è stata espansa, diventando un reggimento sistemi senza pilota alle dirette dipendenze del comando della Guardia di Frontiera.

## Struttura
3º Distaccamento di frontiera (2022)
- Dipartimento di frontiera "Stanycja Luhans'ka"
- Dipartimento di frontiera "Zolote"
- Dipartimento di frontiera "Krasna Talivka"
- Dipartimento di frontiera "Bilovods'k"
- Dipartimento di frontiera "Markivka"
- Dipartimento di frontiera "Biloluc'k"
- Dipartimento di frontiera "Troïc'ke"
- Dipartimento di frontiera "Milove"
- Dipartimento di frontiera "Lysyčans'k"
- Dipartimento di frontiera "Rajhorod"
- Posto comando di frontiera "Ščastja"
- Posto comando di frontiera "Novopskov"

Brigata "Pomsta" (2024)
- 1º Battaglione di risposta rapida
- 2º Battaglione di risposta rapida
- 3º Battaglione di risposta rapida
- 4º Battaglione di risposta rapida
- Battaglione di risposta rapida "Orion"
- Compagnia ricognizione
- Unità di supporto

## Comandanti
- Colonnello A. Lebedyns'kyj (1992 - 1998)[10]
- Colonnello V. Kuropata (1998 - 2003)
- Tenente colonnello O. Medvedčuk (2003 - 2006)
- Colonnello Jevhenij Andruščenko (2006 - luglio 2011)
- Colonnello Serhij Dejneko (luglio 2011 - agosto 2014)[11]
- Colonnello Jevhen Andruščenko (agosto 2014 - dicembre 2016)[12]
- Colonnello Jurij Koval'čuk (dicembre 2016 - giugno 2018)[13]
- Colonnello Oleksandr Martynjuk (giugno 2018 - dicembre 2019)[14]
- Colonnello Jurij Petriv (dicembre 2019 - dicembre 2022)[15]
- Colonnello Bohdan Ihnatjuk (agosto 2022 - dicembre 2022)[13] ad interim
- Colonnello Andrij Kulješ (dicembre 2022 - aprile 2023)[16]
- Colonnello Oleksandr Osypec' (aprile 2023 - luglio 2024)[17]
- Colonnello Serhij Lozins'kyj (luglio 2024 - in carica)[18]